# Tebacas
Tebacas fue un pueblo indígena que habitó en los municipios de Culiacán y Badiraguato hasta colindar con el grupo cahita de los sinaloas.
Habitaron parte del río Humaya dentro del municipio de Culiacán, pero este grupo indígena habitó en mayor proporción casi todo el municipio de Badiraguato. Siendo este el principal grupo étnico de este municipio. Algunos de los pueblos tebacas que habitaron son: Badiraguato, Moriarto, Noyaquito, Batacomito, Alicama, Cariatapa, Otatillos y Guaténipa.

## Caracterización
Este grupo los antiguos historiadores lingüísticamente los relacionan con los acaxees, sabaibo y xiximes. Ya que se cree los tebacas y sabaibos tenían dialectos parecidos.
Se dedicaban a la agricultura y cultivaban maíz, frijol, calabaza y chile. También se dedicaban a la pesca en el río y a la caza.